# 가포드-푸틸로프 장갑차
가포드-푸틸로프 장갑차(영어: Garford-Putilov)는 러시아 제국이 제1차 세계 대전 동안 제작한 중장갑차로, 미국 스튜드베이커가포드의 트럭 차체를 기반으로 만들어졌다. 이 차량은 1915년부터 1916년까지 푸틸로프 공장에서 총 48대가 생산되었으며, 처음에는 러시아-독일 전선에서 운용되었고 이후 러시아 내전과 소비에트-폴란드 전쟁 등에서도 사용되었다.
이 장갑차의 총중량은 약 11톤이며, 30마력(22kW)의 엔진을 장착해 최고 속도는 약 1012mph(1819km/h)에 불과했다. 차량 후면에는 270도 회전이 가능한 76.2mm 포 1문이 설치되어 있었고, 전면에는 7.62mm 기관총 2문이나 3문이 포탑형 상부에 장착되어 있었다. 하지만 전면에 설치된 기관총은 가까운 거리에서는 완전한 정면 사격이 어려운 한계가 있었다. 또한 차량 구조상 무게 중심이 높아 도로가 아닌 지형에서는 주행 능력이 거의 없었다.
그럼에도 불구하고, 러시아 제국군은 가포드-푸틸로프를 견고하고 신뢰할 수 있는 장갑차로 평가했다. 강력한 무장과 적절한 장갑 덕분에 전투에서 높은 효과를 발휘했으며, 이러한 특징 덕분에 가포드-푸틸로프 장갑차는 오랫동안 전선에서 활용될 수 있었다. 독일 제국 육군은 제1차 세계 대전 중 일부 차량을 포획해 활용하기도 했다.